# Pleuraphodius darfurensis
Pleuraphodius darfurensis är en skalbaggsart som beskrevs av Vladimir Balthasar 1963. Pleuraphodius darfurensis ingår i släktet Pleuraphodius och familjen Aphodiidae. Inga underarter finns listade i Catalogue of Life.